# باسكاه روز
باسكاه روز (بالإنجليزية: Paskah Rose)‏، (توفي في 28 مايو 1686)، ويعرف أيضا باسم باشا روز، هو جلاد إنجليزي لفترة وجيزة خلال 1686، وهو كان خليفة لجاك كيتش.
فقد كان روز تاجرا في الإعدامات، حيث كان مساعدا لجاك كيتش خلال فترة الجنايات الدموية، وعندما سجن كيتش بسبب إهانة مدير شرطة لندن، عين روز في مكانه. وبعد عدة أشهر من توليه المنصب أعتقل بعدما قام رجل آخر باقتحام منزل وليام بارنت وسرقة معطف وغيرها من الأشياء. وبذلك السبب أعدم في 28 مايو من سنة 1686. وعاد جاك كيتش إلى منصبه.

## مزيد من القراءة
- في موقع محكمة لندن الجنائية - محاكمة باسكاه روز (بتاريخ 20 ماي 1686)